# Battle Royal

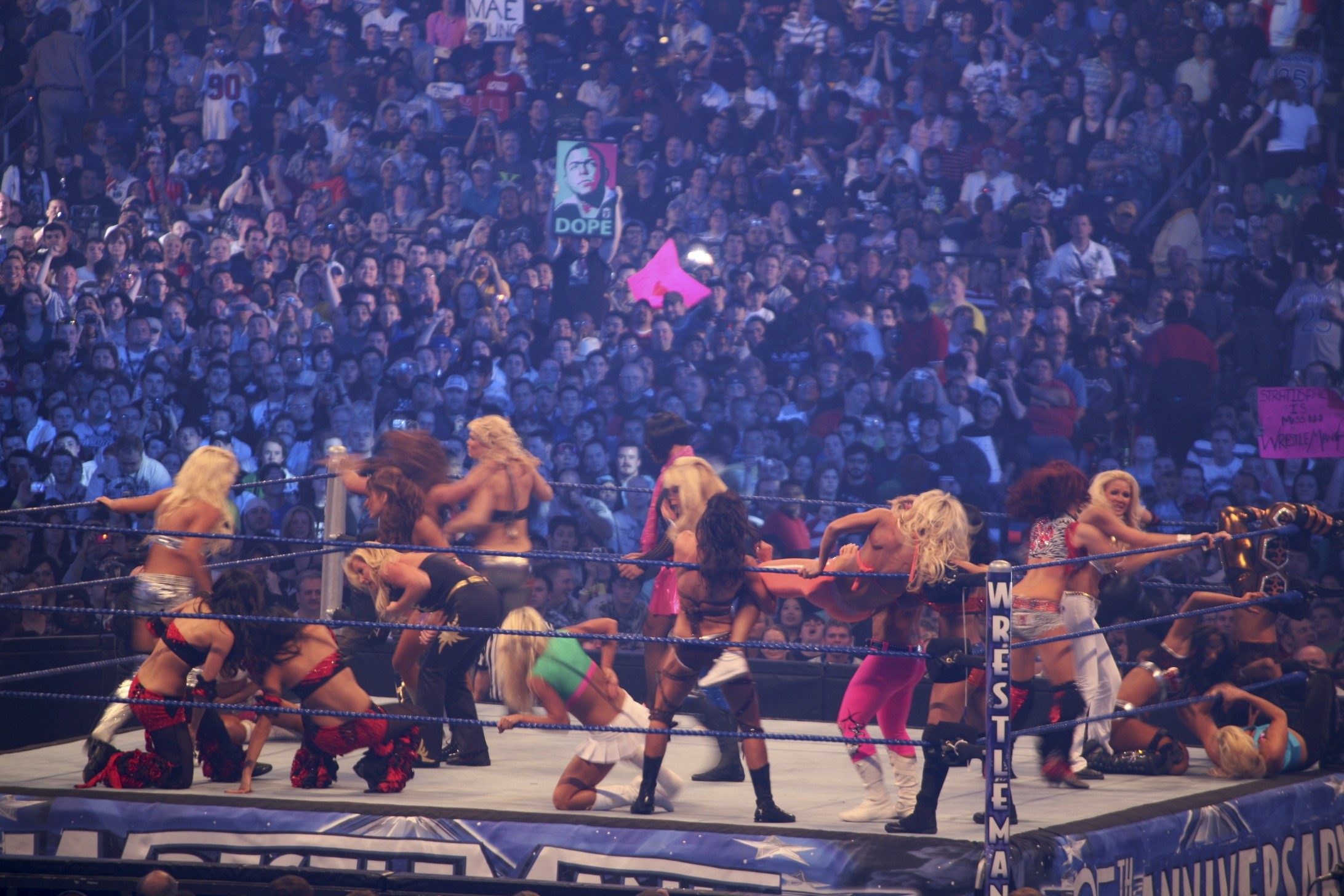
25-osobowy Battle Royal z udziałem Div WWE podczas WrestleManii XXV.

Battle Royal – typ walki w profesjonalnym wrestlingu, w którym udział bierze kilku zawodników. Polega na eliminowaniu kolejnych wrestlerów, aż do wyłonienia zwycięzcy. Zawodnika uważa się za wyeliminowanego, jeśli został on wyrzucony z ringu ponad linami i dotknął podłogi dowolną częścią ciała.

## Wariacje

### Casino Battle Royale
Casino Battle Royale jest wykorzystywane przez All Elite Wrestling (AEW). Jest to zmodyfikowany rumble Battle Royal, w którym bierze udział 21 uczestników. Zaczyna się od grupy pięciu zapaśników, a co trzy minuty wchodzi kolejna grupa pięciu zapaśników, podczas gdy 21. i ostatni uczestnik wchodzi sam. Zapaśnicy są pogrupowani w zależności od koloru, który wylosowali z talii kart — pik, karo, trefl lub kier — a kolejność, w jakiej wchodzi każda grupa, opiera się na losowym dobieraniu kart. 21. i ostatni uczestnik to zapaśnik, który wylosował jokera. Zwycięzca otrzymuje walkę o mistrzostwo świata w swojej dywizji płci — albo AEW World Championship, albo AEW Women’s World Championship. Pierwszy Casino Battle Royale, które było walką mężczyzn, odbyło się na Double or Nothing w maju 2019 roku.
Męska odmiana tag team, zwana Casino Tag Team Royale, została po raz pierwszy wykorzystana na Revolution w marcu 2021 roku. Zamiast rywalizacji pomiędzy 21 pojedynczymi zapaśnikami, w walce bierze udział 15 tag teamów (łącznie 30 zapaśników). Różnią się również zasady dotyczące uczestników. Kolejność zgłoszeń opiera się na loterii. Walkę rozpoczynają da tag teamy, a co 90 sekund wchodzi nowa drużyna. Eliminacje indywidualne mają miejsce, gdy zapaśnik przejedzie przez górną linę i obie stopy dotkną podłogi; drużyna zostaje wyeliminowana, gdy obaj członkowie drużyny zostaną wyeliminowani z walki. Walka kończy się, gdy jeden zapaśnik lub drużyna zostanie w ringu. Zwycięski tag team zdobywa walkę o AEW World Tag Team Championship.

### New Japan Rumble
Coroczny battle royal „Rumble” New Japan Pro-Wrestling odbywa się podczas przedpremierowej gali pierwszej nocy dwudniowej gali Wrestle Kingdom 4 stycznia. Uczestnicy wchodzą w jednominutowych odstępach i są eliminowani przez pinfall, poddanie lub przez przerzucenie przez górną linę. Zazwyczaj skłaniający się ku lekkiej komedii, walka obejmuje dawne gwiazdy jako niespodziewanych uczestników. Jest również znany jako „New Japan Ranbo”, japońskie słowo ranbo oznacza „wszczynać zamieszki”.

### World War 3
Wariacja ta została utworzona przez World Championship Wrestling (WCW) w 1995 roku. W World War 3 bierze udział 60 zawodników, rozmieszczonych po równo w trzech ringach. Walka dzieli się na dwie fazy. W pierwszej fazie pojedynku wrestlerzy walczą na zasadach Battle Royalu, 20 osób na jeden ring. Druga faza rozpoczyna się, gdy w walce pozostanie 30 zawodników. Zawodnicy z wszystkich trzech ringów wchodzą wówczas do środkowego ringu i kontynuują walkę aż do wyłonienia zwycięzcy.

### Bunkhouse Stampede
Bunkhouse Stampede używany był przez National Wrestling Alliance (NWA). Zawodnicy biorący udział w walce nie występowali w swoich ubiorach ringowych, lecz w normalnych ubraniach – butach kowbojskich, jeansach, koszulkach. Mogli też używać broni. W 1988 odbyła się specjalna gala pay-per-view Bunkhouse Stampede, której walką wieczoru był Steel Cage Bunkhouse Stampede match.

### Gauntlet for the Gold
Walka ta jest nieco podobna do Royal Rumble – walkę rozpoczyna dwóch zawodników, a następni dołączają do starcia w równych odstępach czasowych. Gdy w walce pozostanie dwóch zawodników, rozpoczynają oni pojedynek na standardowych zasadach walki jeden na jednego.

### Last Blood Battle Royal
Last Blood Battle Royal jest Last Blood matchem, w którym bierze udział wielu zawodników. Wrestlera uznaje się za wyeliminowanego, gdy zacznie krwawić. Wygrywa ostatnia przetrwała osoba.

### Reverse Battle Royal
Zawodnicy rozpoczynają walkę poza ringiem. Gdy połowa z biorących udział wrestlerów znajdzie się w ringu, rozpoczyna się standardowy Battle Royal. Pozostali zawodnicy uważani są za wyeliminowanych. Ten typ starcia używany jest głównie przez federację Total Nonstop Action Wrestling (TNA).

### Diva Battle Royal

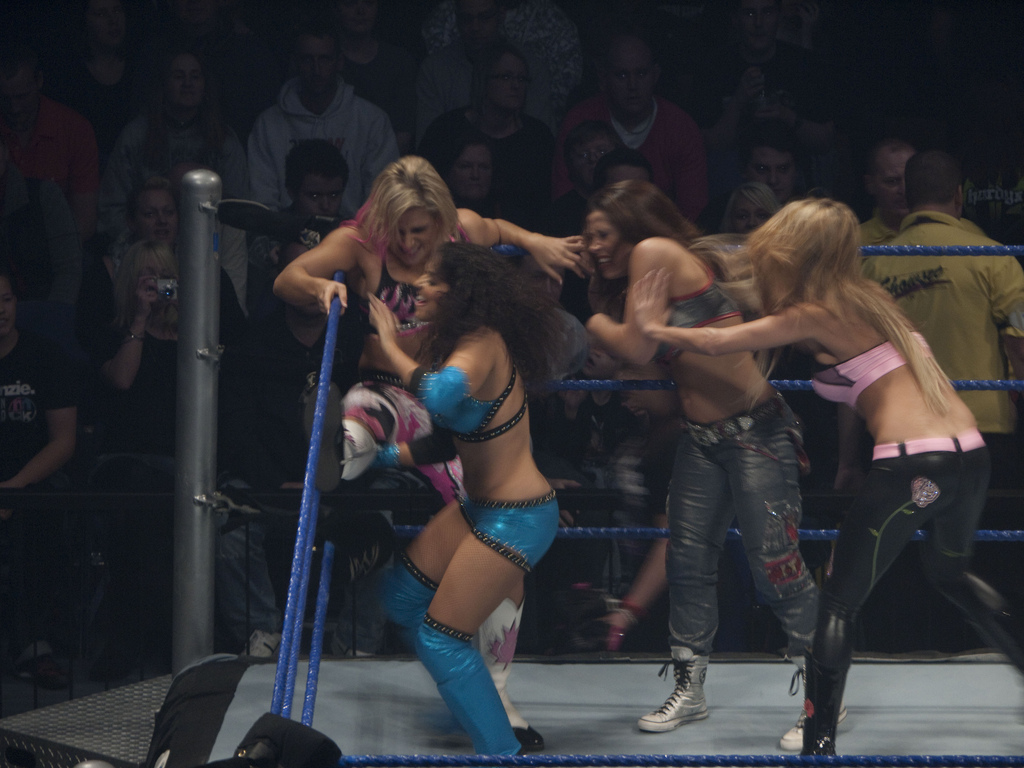
Divy WWE biorące udział w Battle Royalu na house showie in 2009

W tej wariacji walczą jedynie kobiety. Oprócz wyrzucenia nad górną liną, możliwe jest też wyeliminowanie przeciwniczki poprzez wyrzucenie jej z ringu pod dolną liną.

#### Fulfill Your Fantasy Battle Royal
Jest to Diva Battle Royal, w której zawodniczki przebrane są za pokojówki, uczennice, pielęgniarki itp. Typ kostiumów wybierany jest przez publiczność.

### Royal Rumble
Ten typ pojedynku organizowany jedynie przez WWE. Royal Rumble match rozpoczyna dwóch zawodników, a następni dołączają do walki w równych odstępach czasowych. Royal Rumble można wygrać, dopiero gdy wszyscy uczestnicy dołączą do starcia. Wrestlerzy walczą na zasadach Battle Royalu, a zwycięzcą zostaje ostatnia niewyeliminowana osoba. Zwycięzca otrzymuje prawo do walki o WWE World Heavyweight Championship na WrestleManii.

### Battlebowl
Battlebowl rozgrywa się w dwóch ringach. Wrestlerzy rozpoczynają walkę w pierwszym ringu, a ich celem jest przerzucenie przeciwników nad górną liną do drugiego ringu. Wrestlerzy przerzuceni do drugiego ringu mogą zostać wyeliminowani z walki poprzez wyrzucenie nad górną liną. Zawodnik, który nie został wyrzucony z pierwszego ringu może odpoczywać, do momentu, w którym w drugim ringu pozostanie tylko jedna osoba. Dwaj zawodnicy walczą w obu ringach tak długo, póki któryś z nich nie zostanie wyeliminowany.
Walka ta odbyła się na organizowanej przez WCW gali Starrcade w 1991. Następne Battlebowle odbywały się na standardowych zasadach Battle Royalu.

### WSX Rumble
Ten typ pojedynku używany był jedynie we Wrestling Society X (WSX). Był połączeniem Royal Rumble i Ladder deathmatchu, w którym 10 zawodników walczyło w ringu otoczonym przez stoły, kable elektryczne i naelektryzowaną ścianę stalowej klatki. Zawodnika uznawało się za wyeliminowanego, gdy został wyrzucony z ringu przez górną linę i dotknął stopami stoły, kabli lub ściany klatki. Gdy dziesiąty zawodnik dołączy do walki, starcie zamienia się w Ladder deathmatch. Zwycięzcą zostaje osoba, która zdobędzie jeden z zawieszonych nad ringiem kontraktów. Po wyłonieniu pierwszego zwycięzcy, reszta zawodników konkuruje o drugi kontrakt.
Dwaj zwycięzcy – 6-Pac i Vampiro – zmierzyli się ze sobą o WSX Championship, tydzień po stoczeniu WSX Rumble.

### Bunkhouse Battle Royal
Battle Royal, w którym zawodnicy mogą używać przyniesionych broni.

### Extreme Battle Royal
Eliminacja w Extreme Battle Royalu następuje, gdy zawodnik uderzy przeciwnika bronią, a następnie wyrzuci go z ringu (nie musi zostać wyrzucony przez górną linę). Gdy w ringu pozostanie 10 uczestników, zasada eliminacji zmienia się. Od tej pory można wyeliminować przeciwnika przez przypięcie lub wyrzucenie nad górną liną. Niewyeliminowany wrestler otrzymuje szansę walki na wybranej gali PPV.
W tej wariacji dozwolona jest interwencja z zewnątrz. Nikt nie sędziuje starcia, toteż heelowie często kontynuują walkę po eliminacji.

### Battle Zone
Jest to zwykły Battle Royal. Różni się od niego tym, że poza ringiem umieszczone są stoły oplecione drutem kolczastym, pinezki czy żarówki. Wrestlera można wyeliminować przez przypięcie, poddanie lub wyrzucenie nad górną liną.

## Wariacje drużynowe
W drużynowym Battle Royalu biorą udział tag-teamy, zazwyczaj złożone z dwóch zawodników. Eliminacje odbywają się na zasadzie normalnego Battle Royalu. Drużyna może zostać wyeliminowana, gdy wszyscy członkowie lub tylko jeden z nich zostanie wyrzucony przez górną linę.